# Middelzee

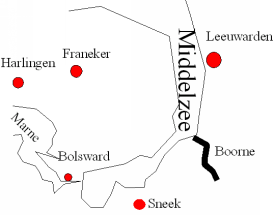
De Middelzee. De plaatsen zijn ter oriëntatie weergeven. De steden zoals Sneek bestonden ten tijde van de Middelzee nog niet.

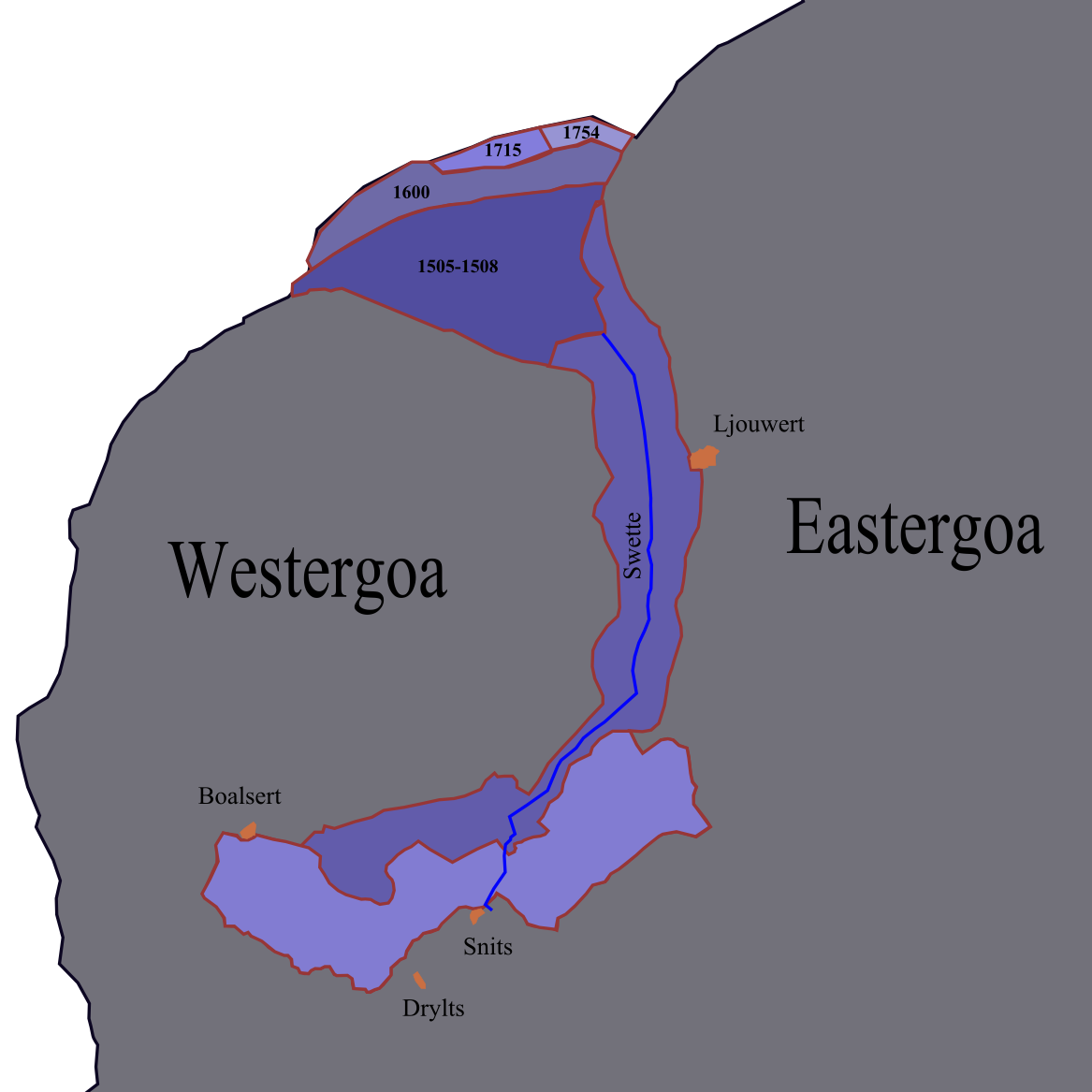
Ander kaartje met de Middelzee in verschillende periodes. Het lichtpaarse deel ten noorden van Sneek (Snits) en IJlst (Drylts) zijn de Friese Hempolders die nooit een deel van de Middelzee zijn geweest

De Middelzee (Fries: Middelsee) of Boorndiep was een middeleeuwse zeearm in de Nederlandse provincie Friesland. Andere benamingen voor de Middelzee zijn Bordine, Burdine en Boorne.
Ze begon ten oosten van Bolsward, boog ten noorden van het huidige Sneek naar het noorden. Haar 'monding' lag in wat nu Het Bildt is, ten zuiden van het Borndiep tussen Ameland en Terschelling. De benaming 'Borndiep' verwijst nog naar de oorsprong van de Middelzee.
De loop van het riviertje de Boorne verwijdde tot een zeearm. Dit riviertje mondde toen bij Rauwerd (Raerd) in de Middelzee. De Middelzee vormde een verbinding met de Marne die van Bolsward naar het westen liep en een zijtak was van het zeegat het Vlie, tussen Terschelling en Vlieland. De Middelzee vormde de scheiding tussen Westergo en Oostergo.
Rond 1100 werd de verbinding tussen de Marne en de Middelzee bij Bolsward verbroken. Hierdoor begon de dichtslibbing van de Middelzee te versnellen. Voor 1200 was het zuidelijke deel al dichtgeslibd. Ook het ontstaan van de Zuiderzee bevorderde de dichtslibbing. Tussen 1200 en 1300 slibde de Middelzee tot aan Het Bildt dicht.
Uit die tijd stammen verschillende dijken. Van het westen naar het oosten liggen: De Krinserarm van 1240 tussen Rauwerd en Oosterwierum, de Boksumerdyk van rond 1275 tussen Boksum en Goutum en de Skrédyk tussen Beetgumermolen en Britsum van rond 1300.
De gebieden die ontstonden door de dichtslibbing van de Middelzee werden de Nieuwlanden genoemd. Het Bildt is ontstaan uit verdere opslibbing van het oude Middelzeegebied. Het is "opgebild" land; "opbillen" is een oud woord voor opslibben. Het gebied van Blija Buitendijks is in feite ook nog opslibbing in het stroomgebied van de vroegere Middelzee.
Tussen Rauwerd en Bolsward ontstonden aan de zuidkant van de dichtgeslibde Middelzee de Friese Hempolders. Door het midden van de Middelzeepolder van Scharnegoutum tot de Boksumerdyk is de Sneekertrekvaart of Zwette gegraven. Parallel loopt hier tegenwoordig een hoogspanningsleiding.
Nijland (nieuw land) en Roodhuis (Reahûs), Sint Annaparochie, Sint Jacobiparochie, Vrouwenparochie en Oudebildtzijl liggen in het oude Middelzeegebied. De Kromme Rij en Holle Rij zijn riviertjes nabij Oudebildtzijl. Dit zijn oorspronkelijke stromen van de oude Middelzee.